# Agnes Bruyninckx-Vandenhoudt
Godelieve Agnes Marie-Mathilde Bruyninckx-Vandenhoudt (Diest, 8 februari 1949) is een voormalig Belgisch Vlaams-nationalistisch politica voor het Vlaams Belang.

## Levensloop
Na het behalen van haar diploma hoger secundair onderwijs ging Bruyninckx-Vandenhoudt in 1968 aan de slag als secretaresse. Nadien was ze van 1998 tot 2014 zaakvoerster van vleesproducent Madigro. In 2007 kwam Bruyninckx-Vandenhoudt in opspraak in een fraudezaak, waarbij Madigro 150 ton rot vlees verkocht had aan een Duitse leverancier van talloze pitazaken in Berlijn. In het kader van dit onderzoek werd haar parlementaire onschendbaarheid opgeheven. In 2012 oordeelde een rechter dat het bedrijf in goederen voor dierlijke consumptie geen schuld trof.
Bruyninckx-Vandenhoudt werd politiek actief voor het Vlaams Blok, sinds 2004 Vlaams Belang, en werd in oktober 1994 verkozen tot gemeenteraadslid van Brugge. In september 2014 nam ze ontslag als gemeenteraadslid.
Bij de derde rechtstreekse Vlaamse verkiezingen van 13 juni 2004 werd ze verkozen in de kieskring West-Vlaanderen. Ook na de volgende  Vlaamse verkiezingen van 7 juni 2009 bleef ze Vlaams Parlementslid tot mei 2014. In het Vlaams Parlement was Bruyninckx-Vandenhoudt van 2004 tot 2009 lid van de commissie Mobiliteit, Openbare en Werken en zetelde ze van 2006 tot 2009 in de commissie Economie, Werk en Sociale Economie, van 2009 tot 2014 in de commissie Landbouw, Visserij en Plattelandsbeleid en van 2010 tot 2014 in de commissie Leefmilieu, Natuur, Ruimtelijke Ordening en Onroerend Erfgoed.
Bij de verkiezingen van mei 2014 stond ze als lijstduwer op de Vlaams Belang-lijst voor de Kamer van volksvertegenwoordigers in de kieskring West-Vlaanderen. Ze raakte niet verkozen.